# Tramwaje w Kopiejsku
Tramwaje w Kopiejsku − zlikwidowany system komunikacji tramwajowej w rosyjskim mieście Kopiejsk, działający w latach 1949−1976.

## Historia
Budowę linii tramwajowej łączącej Czelabińsk z Kopiejskiem rozpoczęto w 1943. Otwarcie ruchu nastąpiło 5 listopada 1949. Łączna długość linii wynosiła 14,5 km. Początkowo linia była podzielona na dwie części po stronie Kopiejska znajdował się odcinek o długości 7 km. Na początku lat 70. XX w. połączono oba odcinki. Do Kopiejska kursowały tramwaje na linii nr 13. W lutym 1976 zlikwidowano linię w Kopiejsku, a w lutym 1995 zlikwidowano odcinek tej linii w Czelabińsku. Rozstaw toru na linii wynosił 1524 mm. 